# Vriesea nanuzae
Vriesea nanuzae là một loài thực vật có hoa trong họ Bromeliaceae. Loài này được Leme miêu tả khoa học đầu tiên năm 1997.

## Hình ảnh

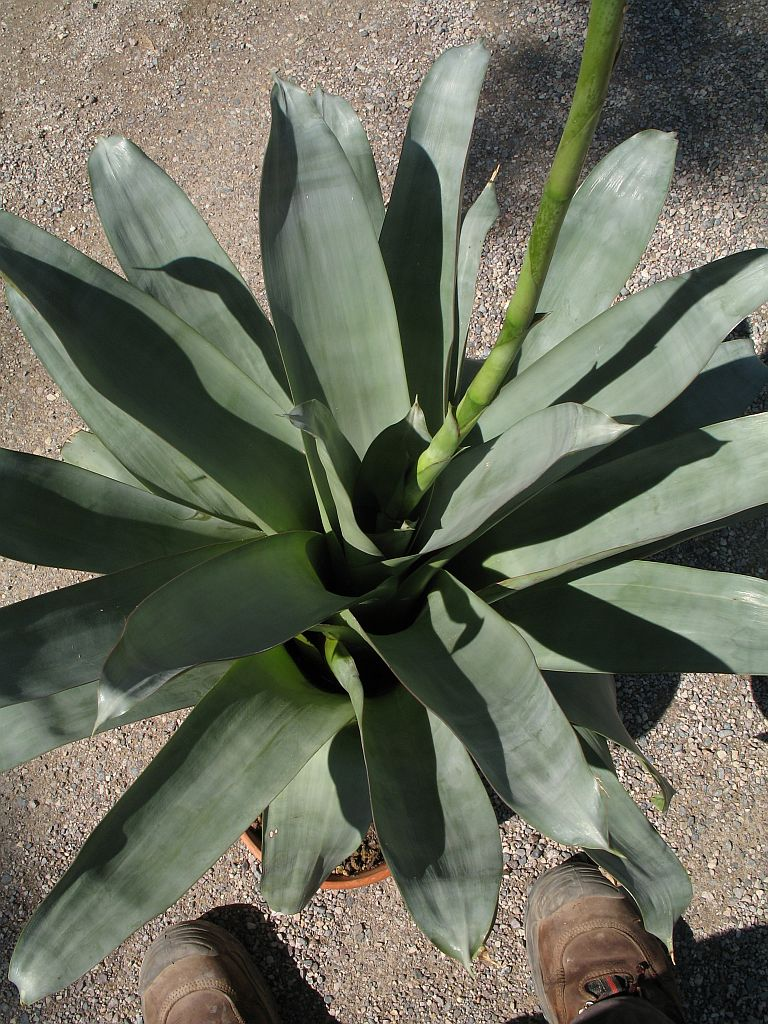
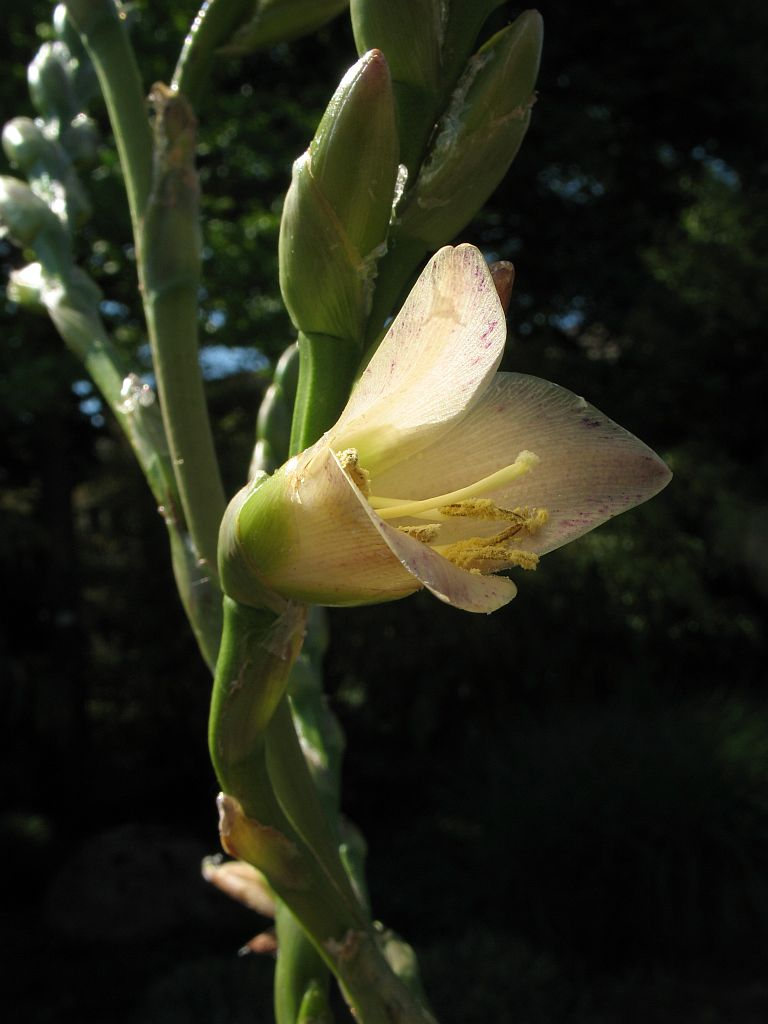
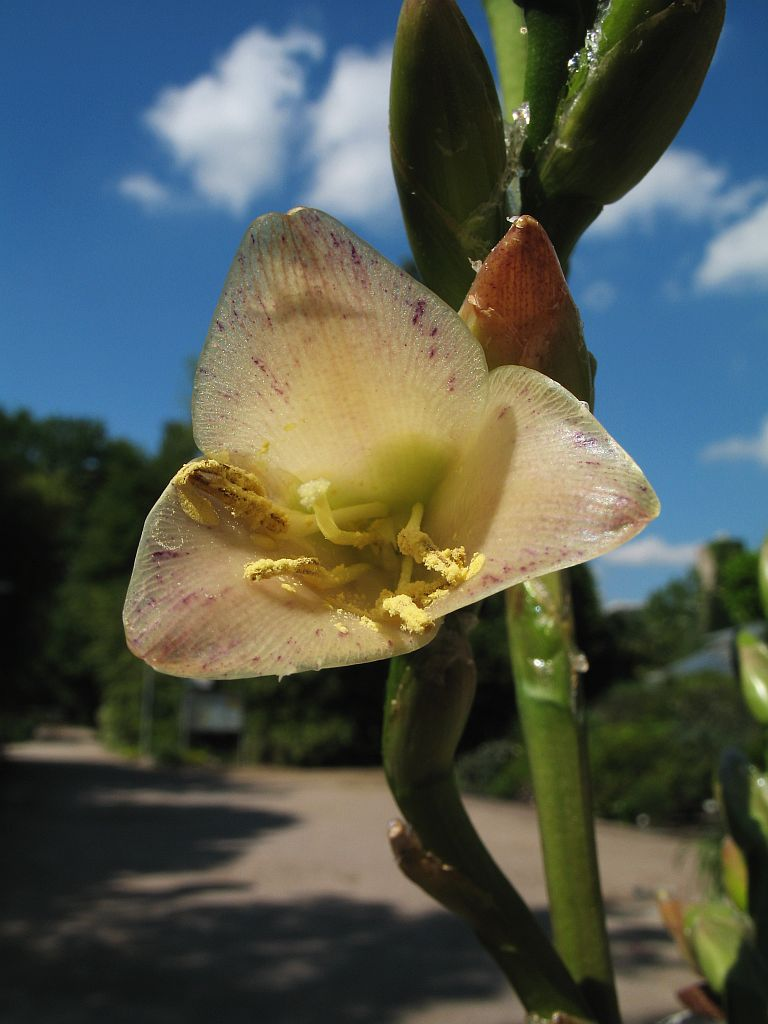